# Ace Young
Brett Asa “Ace” Young (15 de noviembre de 1980) es un cantante y escritor estadounidense de música Pop-Rock y Blues, además de actor. Nominado a un Grammy por escribir junto con Chris Daughtry la canción rock "It's Not Over".
Se ha dado a conocer gracias al famoso reality television talent show American Idol de la quinta temporada, siendo eliminado el 19 de abril de 2006 quedando en séptimo lugar.

## Biografía
Ace Young, de ascendencia alemana e irlandesa, nació y fue criado en Denver, Colorado. Es el quinto y último hijo de Jay Young y Kay Whitney, perteneciente de la iglesia mormona, aunque Ace no practica ninguna religión.
Young tiene cuatro hermanos mayores: Josh, Duff, Marc y Ryan. Toma el nombre por su abuelo Asa y por el jugador de béisbol George Brett, ha sido llamado “Ace” por su familia desde su niñez y no supo su verdadero nombre hasta la edad de seis años.
Young, ha cantado desde la edad de nueve años, asistiendo a clases de canto y presentándose en varias festividades en centros comerciales.
Se gradúa en el año 1999 en una secundaria llamada Fairview High School.
Su primera canción publicada fue “Reason I Live” en el año 2000, siendo parte de una recopilación de canciones para la película The Little Vampire.
En el año 2003, Young se muda a Los Ángeles, California donde se dedicó a la remodelación y albañilería. Durante este año es invitado para salir en un episodio del famoso programa de televisión en Estados Unidos llamado Half & Half, protagonizando el papel de "Ace Blackwell".

### American Idol
Young audicionó para American Idol en Denver, Colorado, su ciudad natal.
Usando su famoso y particular "beanie" (gorro), y cantando “Swear It Again” por Westlife hace que pase a la siguiente ronda de eliminatoria. Los jueces de American Idol: Paula Abdul y Randy Jackson aprobaron su entrada, mientras que el juez restante, Simon Cowell, no quedó satisfecho con la participación de Ace, pero lo aceptó con un pequeño “Sí”.
Young fue uno de los veinticuatro participantes que llegaron a la semifinal. Su primera canción presentada ya estando en los Top 24 fue “Father Figure” de George Michael, y usando ese peculiar falsete hizo que pasara a la siguiente ronda.
El 9 de marzo de 2006, Ace logra ser parte de los Top 12. El 15 de marzo, día en que se presentaban los resultados uno de los participantes quedaba fuera, Ace ocupó un lugar entre las tres personas que son apartadas del grupo anunciando que uno de ellos es el que tuvo la menor cantidad de llamadas y por lo cual debe de salir. Afortunadamente no salió. El día 29 de marzo volvió a estar en los tres últimos, pero no salió. El día 12 de abril, por tercera vez estuvo en los tres últimos, junto con Elliott Yamin y Bucky Covington, aunque esta vez tampoco salió. Por cuarta vez, el día 19 de abril, junto con Paris Benett y su mejor amigo dentro de American Idol: Chris Daughtry, pertenece a los tres participantes con menos votos y finalmente queda eliminado.

### Post-American Idol
El 26 de abril Ace se presentó como invitado en el programa Total Request Live cantando "Don't Go" una canción escrita por él y que será incluida en su próximo disco.
Ha participado en varios juegos de béisbol cantando el Himno Nacional de EE. UU., como en el Colorado Crush Game. Además de cantar en el Pepsi Center en Denver.
Fue nombrado como uno de los más guapos solteron en la revista People Magazine el 16 de junio de 2006.
El 20 de octubre de 2006 sacó su primer sencillo "Scattered" el cual está disponible en iTunes Store y será también parte de su álbum.
Ace ayudó a su amigo Chris Daughtry escribiendo el coro de su nuevo sencillo "It's Not Over".
También formó parte en el 2006 del show Walt Disney Christmas Day Parade acompañado de otros compañeros de American Idol como Paris Bennett; Kevin Covais y Mandisa.
Young ya firmó con la compañía disquera S Curve Records (Virgin Records) para sacar su álbum han esperado en septiembre. Apareció en un episodio de la serie Bones, donde hace el papel de un cantante aficionado que interpreta el tema FAR AWAY de Nickelback; luego de cantar desaparece y es encontrado muerto, dos semanas después.

### Vida personal
Young reside por el momento en Los Ángeles, California. Sus pasatiempos son: tocar el piano, y jugar fútbol, básquetbol y béisbol.
Durante su estancia en American Idol se hizo amigo de Chris Daughtry, a quien conoció en las audiciones en Denver. Los dos vivieron en el mismo apartamento durante su estancia dentro de American Idol. Fanes de ambos se hicieron llamar por “Chrace”, mientras que los fanes de Ace llevan el nombre de “High Rollers”.
Ace se ha ganado el cariño no sólo en su país, ya que tiene fanes alrededor de todo el mundo como México, Finlandia, Brasil, Venezuela, Malasia, Canadá, India, Inglaterra, Japón entre otros países.
Desde 1999 Ace Young ha trabajo de voluntario en el hospital para niños en Denver: "[Children's Hospital of Denver]". Atiende cada Navidad al hospital ayudando y entreteniendo a estos niños.
Ace siempre nos ha hablado del gran cariño que tiene por los niños y sus deseos de algún día tener los suyos también. Mientras tanto tiene dos sobrinos: Carter y Keeghan, y tres sobrinas: la hija de su hermano Josh (nombre desconocido), Renne y Aspen.
Ace Young inició en el año 2006 su propia obra benéfica llamada Highrollers with Heart.
Ha salido con la actriz Essence Atkins.
Además de su amistad con Chris Daughtry, Ace también sigue teniendo una buena amistad con otros participantes de American Idol como: Paris Bennett; Lisa Tucker; Kevin Covais; Will Makar; Katharine McPhee; Mandisa y Kellie Pickler de la quinta generación y Chris Richardson de la sexta generación de American Idol.
El 23 de mayo de 2012, durante la final de la temporada 11 de American Idol, Young le propuso matrimonio a su novia Diana DeGarmo (participante en la temporada 3 del reality) frente a millones de espectadores. Ella aceptó.